# La Malatería
Malatería (La Maletería en asturiano y oficialmente) es una parroquia asturiana del concejo de Llanes. Tiene la categoría de lugar y su superficie es de 1,32 km².

## Geografía
Se localiza en la zona interior del concejo y comprende únicamente el lugar de La Malatería. Se ubica al pie de un pequeño cueto, en su cara sur, a 196 metros de altitud delimitado al este por el río Bedón (o Las Cabras). Al sur está flanqueada por la sierra de Hibeo. Dista 20 km de la capital municipal.   

## Historia
Su nombre se debe a la existencia de una malatería fundada a principios del siglo XVII , es decir, de un hospital para el cuidado de los leprosos o malatos, en torno al cual nacería el pueblo. A día de hoy aun hay una fuente llamada los Malatos, que era usada por los enfermos con fines terapéuticos.
La localidad de La Malatería se encuentra incluida dentro del recorrido de la Ruta Senderista del “Camín Encantau”. Esta ruta es sobre todo un paseo de leyenda que comienza en la localidad de La Venta, a 50 m de Puente Nuevo - pequeño núcleo rural situado al borde de la carretera  AS-115 , que comunica Posada de Llanes con Cabrales, y distante 13 km de la villa de Llanes, y discurre por el valle llanisco de Ardisana.

## Demografía
Según los datos recogidos del año 2022, La Malatería cuenta con una población de 41 habitantes (23 hombres y 18 mujeres).   
A continuación, se muestra la evolución demográfica desde el año 1887:  
| Gráfica de evolución demográfica de La Malatería entre 1887 y 2022                       |
|                                                                                          |
| Fuente: Instituto Nacional de Estadística de España - Elaboración gráfica por Wikipedia. |

## Fiestas
Malatería celebra cada 22 de julio sus fiestas en honor a Santa María Magdalena.